# Soma Quality Recordings
Soma Quality Recordings (oder auch als Soma Records bekannt) ist ein schottisches Techno- und House-Label, das 1991 von Slam gegründet wurde. 
Das Label wurde vor allem durch Daft Punks Debütalbum Homework bekannt. Bis heute sind über 400 verschiedene Produktionen entstanden.

## Nennenswerte Künstler
- Beroshima
- Croucher & Myles
- Decimal
- Ewan Pearson
- Funk D’Void
- Harvey McKay
- Hystereo
- Jandroide
- Lee Van Dowski
- Let’s Go Outside
- Mark Henning
- Massi DL & Xpansul
- Mr. Copy
- My Robot Friend
- Octogen
- Oliver Deutschmann
- Silicone Soul
- Slam (Band)
- Space DJz (siehe Jamie Bissmire)
- The Black Dog
- Vector Lovers
- Daft Punk

## Auszeichnungen
- Dance Music Award
  - 2001: in der Kategorie „Bestes internationales Label“